# Olympische Geschichte Kretas
Kreta nahm weder an Olympischen Winter- noch Sommerspielen teil. Die einzige Olympiateilnahme des Kretischen Staates war eine Teilnahme bei den Olympischen Zwischenspielen 1906. Damit ist Kreta das einzige Land, das ausschließlich an den Zwischenspielen teilnahm.

## Zwischenspiele
| Jahr   | Athleten | Athleten | Athleten | Sportarten     | Sportarten | Medaillen | Medaillen | Medaillen | Medaillen | Medaillen |
| Jahr   | Gesamt   |          |          | Leichtathletik | Schießen   |           |           |           | Gesamt    | Rang      |
| ------ | -------- | -------- | -------- | -------------- | ---------- | --------- | --------- | --------- | --------- | --------- |
| 1906   | 8        | 8        | 0        | 7              | 1          | 0         | 0         | 0         | 0         | –         |
| Gesamt | Gesamt   | Gesamt   | Gesamt   | Gesamt         | Gesamt     | 0         | 0         | 0         | 0         | –         |